# Волчий (Закарпатская область)
Волчий (укр. Вовчий) — село в Нелепинской сельской общине Мукачевского района Закарпатской области Украины.
Население по переписи 2001 года составляло 58 человек. Почтовый индекс — 89308. Телефонный код — 3133.